# Achaeta bohemica
Achaeta bohemica är en ringmaskart som först beskrevs av Vejdovsky 1879.  Achaeta bohemica ingår i släktet Achaeta, och familjen småringmaskar. Arten är reproducerande i Sverige.